# Grand Prix automobile d'Espagne 1997
GP précédent GP suivant
Le Grand Prix automobile d'Espagne 1997 (Gran Premio Marlboro de España 1997), disputé sur le circuit de Catalogne à Barcelone en Espagne le 25 mai 1997, est la 603e épreuve de l'histoire du championnat du monde de Formule 1 courue depuis 1950 et la sixième manche du championnat 1997.

## Qualifications

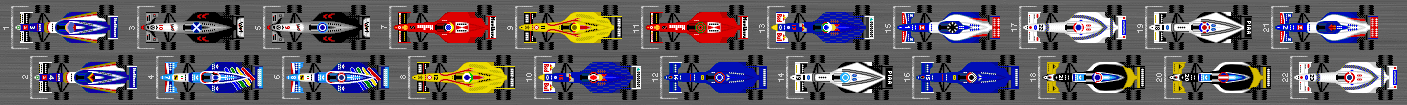
La grille de qualification du Grand Prix d'Espagne 1997.

| Pos.                      | No | Pilote                | Écurie            | Temps    | Écart  |
| ------------------------- | -- | --------------------- | ----------------- | -------- | ------ |
| 1                         | 3  | Jacques Villeneuve    | Williams-Renault  | 1:16.525 |        |
| 2                         | 4  | Heinz-Harald Frentzen | Williams-Renault  | 1:16.791 | +0.266 |
| 3                         | 10 | David Coulthard       | McLaren-Mercedes  | 1:17.521 | +0.996 |
| 4                         | 7  | Jean Alesi            | Benetton-Renault  | 1:17.717 | +1.192 |
| 5                         | 9  | Mika Häkkinen         | McLaren-Mercedes  | 1:17.737 | +1.212 |
| 6                         | 8  | Gerhard Berger        | Benetton-Renault  | 1:18.041 | +1.516 |
| 7                         | 5  | Michael Schumacher    | Ferrari           | 1:18.313 | +1.788 |
| 8                         | 12 | Giancarlo Fisichella  | Jordan-Peugeot    | 1:18.385 | +1.860 |
| 9                         | 11 | Ralf Schumacher       | Jordan-Peugeot    | 1:18.423 | +1.898 |
| 10                        | 16 | Johnny Herbert        | Sauber-Petronas   | 1:18.494 | +1.969 |
| 11                        | 6  | Eddie Irvine          | Ferrari           | 1:18.873 | +2.348 |
| 12                        | 14 | Olivier Panis         | Prost-Mugen-Honda | 1:19.157 | +2.632 |
| 13                        | 17 | Gianni Morbidelli     | Sauber-Petronas   | 1:19.323 | +2.798 |
| 14                        | 19 | Mika Salo             | Tyrrell-Ford      | 1:20.079 | +3.554 |
| 15                        | 1  | Damon Hill            | Arrows-Yamaha     | 1:20.089 | +3.564 |
| 16                        | 15 | Shinji Nakano         | Prost-Mugen-Honda | 1:20.103 | +3.578 |
| 17                        | 22 | Rubens Barrichello    | Stewart-Ford      | 1:20.255 | +3.730 |
| 18                        | 21 | Jarno Trulli          | Minardi-Hart      | 1:20.452 | +3.927 |
| 19                        | 18 | Jos Verstappen        | Tyrrell-Ford      | 1:20.582 | +4.057 |
| 20                        | 20 | Ukyo Katayama         | Minardi-Hart      | 1:20.672 | +4.147 |
| 21                        | 2  | Pedro Diniz           | Arrows-Yamaha     | 1:21.029 | +4.504 |
| 22                        | 23 | Jan Magnussen         | Stewart-Ford      | 1:21.060 | +4.535 |
| Règle des 107% : 1:21.882 |    |                       |                   |          |        |

## Classement
| Pos. | No | Pilote                | Écurie            | Tours | Temps/Abandon                      | Grille | Points |
| ---- | -- | --------------------- | ----------------- | ----- | ---------------------------------- | ------ | ------ |
| 1    | 3  | Jacques Villeneuve    | Williams-Renault  | 64    | 1 h 30 min 35 s 896 (200,354 km/h) | 1      | 10     |
| 2    | 14 | Olivier Panis         | Prost-Mugen-Honda | 64    | + 5 s 804                          | 12     | 6      |
| 3    | 7  | Jean Alesi            | Benetton-Renault  | 64    | + 12 s 534                         | 4      | 4      |
| 4    | 5  | Michael Schumacher    | Ferrari           | 64    | + 17 s 979                         | 7      | 3      |
| 5    | 16 | Johnny Herbert        | Sauber-Petronas   | 64    | + 27 s 986                         | 10     | 2      |
| 6    | 10 | David Coulthard       | McLaren-Mercedes  | 64    | + 29 s 744                         | 3      | 1      |
| 7    | 9  | Mika Häkkinen         | McLaren-Mercedes  | 64    | + 48 s 785                         | 5      |        |
| 8    | 4  | Heinz-Harald Frentzen | Williams-Renault  | 64    | + 1 min 04 s 139                   | 2      |        |
| 9    | 12 | Giancarlo Fisichella  | Jordan-Peugeot    | 64    | + 1 min 04 s 767                   | 8      |        |
| 10   | 8  | Gerhard Berger        | Benetton-Renault  | 64    | + 1 min 05 s 670                   | 6      |        |
| 11   | 18 | Jos Verstappen        | Tyrrell-Ford      | 63    | + 1 tour                           | 19     |        |
| 12   | 6  | Eddie Irvine          | Ferrari           | 63    | + 1 tour                           | 11     |        |
| 13   | 23 | Jan Magnussen         | Stewart-Ford      | 63    | + 1 tour                           | 22     |        |
| 14   | 17 | Gianni Morbidelli     | Sauber-Petronas   | 62    | + 2 tours                          | 13     |        |
| 15   | 21 | Jarno Trulli          | Minardi-Hart      | 62    | + 2 tours                          | 18     |        |
| Abd. | 2  | Pedro Diniz           | Arrows-Yamaha     | 53    | Moteur                             | 21     |        |
| Abd. | 11 | Ralf Schumacher       | Jordan-Peugeot    | 50    | Moteur                             | 9      |        |
| Abd. | 22 | Rubens Barrichello    | Stewart-Ford      | 37    | Moteur                             | 17     |        |
| Abd. | 19 | Mika Salo             | Tyrrell-Ford      | 35    | Crevaison                          | 14     |        |
| Abd. | 15 | Shinji Nakano         | Prost-Mugen-Honda | 34    | Boîte de vitesses                  | 16     |        |
| Abd. | 1  | Damon Hill            | Arrows-Yamaha     | 18    | Moteur                             | 15     |        |
| Abd. | 20 | Ukyo Katayama         | Minardi-Hart      | 11    | Panne hydraulique                  | 20     |        |

## Pole position et record du tour
- Pole position : Jacques Villeneuve en 1 min 16 s 525 (vitesse moyenne : 222,374 km/h).
- Meilleur tour en course : Giancarlo Fisichella en 1 min 22 s 242 au 20e tour (vitesse moyenne : 206,916 km/h).

## Tours en tête
- Jacques Villeneuve : 63 (1-20 / 22-45 / 47-64)
- Jean Alesi : 1 (21)
- Michael Schumacher : 1 (46)

## Statistiques
- 7e victoire pour Jacques Villeneuve.
- 99e victoire pour Williams en tant que constructeur.
- 90e victoire pour Renault en tant que motoriste.
- 2e podium pour Prost Grand Prix.